# Tetske van Ossewaarde

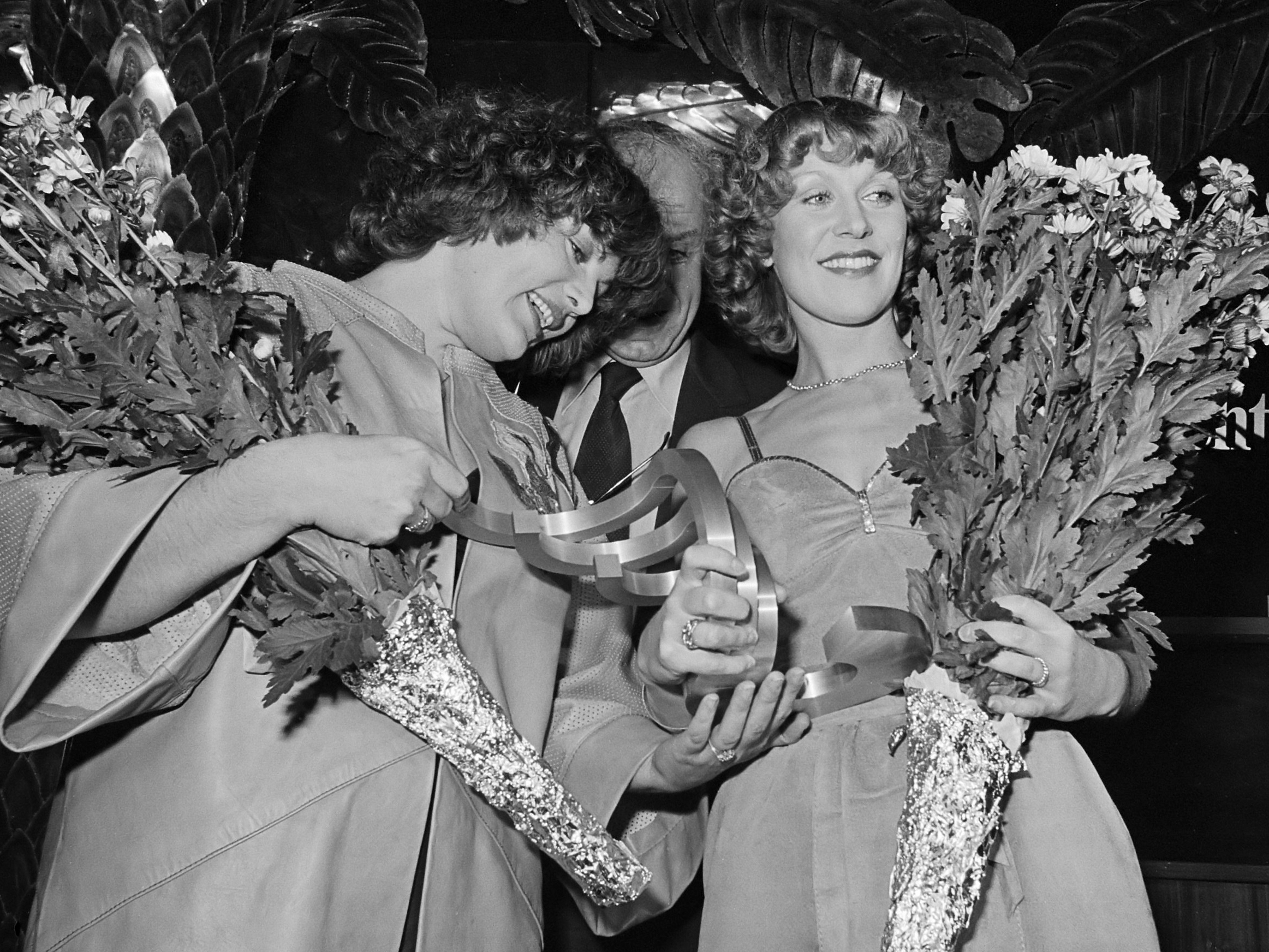
Sytha Bolt en Tetske van Ossewaarde ontvangen de Pall Mall Exportprijs (1978)

Tetske van Ossewaarde (Avereest, 22 maart 1952) is een Nederlands zangeres, actrice, cabaretière en presentatrice.
Ze groeide op in Serooskerke, studeerde aan de HBS en de Akademie voor de Kleinkunst in Amsterdam. Zij ontving van CRM een beurs om te studeren aan de Herbert Berghof Studio in New York en ging daarna in de leer bij Rients Gratama ("Blauwe Maandag"). Ook werd ze door de AVRO benaderd om mee te werken aan radioprogramma's als "Nederland in het spotlicht", Een middagje/een avondje AVRO en Delta. Ze werkte daarin samen met Dick Poons, Rudy van Houten, Jan Moraal en Chris van Hoorn. In het theater begon ze op te treden met Sytha Bolt (als "Vaders trots"). In 1978 wonnen zij de eerste Pall Mall Exportprijs voor hun cabaretprogramma Krullen van jezelf. Door dat succes werden Van Ossewaarde en Bolt gevraagd voor Ron Brandsteders Honeymoonquiz en traden ze op bij Willem Duijs. Tetske werd door de KRO benaderd voor een grote televisie zaterdagavond show Werk in Uitvoering met Willem Nijholt.
Niet lang daarna vertrok ze naar Berlijn om mee te werken aan de musicals A Chorus Line, West Side Story en Guys and Dolls
Op de televisie was ze vanaf 1982 tot 1989 onder meer te zien in het programma Brandpunt in de markt waar ze altijd ter afsluiting het liedje We zien het wel, we zien het wel (we zullen het wel beleven) zong, telkens aangepast aan de bedrijven die te gast waren. Ze werkte samen met Robert Long mee aan de speciale verkiezingsuitzendingen van Brandpunt.
Na haar vertrek bij de KRO presenteerde ze voor de TROS het middagprogramma Fleur, samen met Mireille Bekooij.
Ook was ze vast panellid, samen met Gerard Cox, in het TROS programma Mijn geheim met Robert Long. Verder was ze te zien in de programma's Twee handen op een buik, Maak dat de kat wijs en Het idee.
In 1982 sprak ze de stem in van Meerie van Dalen in de tweede Nederlandse nasynchronisatie van de Disney-film Peter Pan uit 1953. In 1988 speelde Van Ossewaarde de rol van Wilma Bosman in de Ikon-serie De Papegaai.
Na een periode bij D&B The Facility Group als seniormanager learning & development had Van Ossewaarde een eigen coachingsbureau.